# Chatažukaj
Chatažukaj' (in lingua russa Хатажукай) è un centro abitato dell'Adighezia, situato nel Šovgenovskij rajon. La popolazione era di 921 abitanti al dicembre 2018. Ci sono 24 strade.